# Championnat d'Amérique du Sud masculin de basket-ball des moins de 15 ans
Cet article traite de l'épreuve masculine. Pour la compétition féminine, voir Championnat d'Amérique du Sud féminin de basket-ball des moins de 15 ans.
Le Championnat d’Amérique du Sud masculin de basket-ball des moins de 15 ans est une compétition masculine de basket-ball qui oppose les meilleures sélections nationales d’Amérique du Sud des joueurs de moins de 15 ans. Elle est organisée par la FIBA Amériques depuis 1984 et tous les 2 ans depuis 2012. Le titre de champion d'Amérique du Sud se joue entre 8 sélections des différentes zones d'Amérique du Sud. Les trois premières équipes à l'issue de la compétition se qualifient directement pour le Championnat des Amériques masculin de basket-ball des moins de 16 ans pour ensuite tenter de se qualifier pour la Coupe du monde masculine de basket-ball des moins de 17 ans.

## Palmarès
| Édition | Année | Pays hôte                                     | Finale                                        | Finale                                        | Finale                                        | Petite finale                                 | Petite finale                                 | Petite finale                                 | MVP                                           |
| Édition | Année | Pays hôte                                     | Champion                                      | Score                                         | Deuxième                                      | Troisième                                     | Score                                         | Quatrième                                     | MVP                                           |
| ------- | ----- | --------------------------------------------- | --------------------------------------------- | --------------------------------------------- | --------------------------------------------- | --------------------------------------------- | --------------------------------------------- | --------------------------------------------- | --------------------------------------------- |
| 1re     | 1984  | Porto Alegre                                  | Brésil                                        |                                               | Argentine                                     | Uruguay                                       | Uruguay                                       | Uruguay                                       | non mis en place                              |
| 2e      | 1985  | Piura                                         | Brésil (2)                                    |                                               | Venezuela                                     | Argentine                                     | Argentine                                     | Argentine                                     | non mis en place                              |
| 3e      | 1986  | Caracas                                       | Venezuela                                     |                                               | Brésil                                        | Chili                                         | Chili                                         | Chili                                         | non mis en place                              |
| 4e      | 1987  | Cúcuta                                        | Argentine                                     |                                               | Brésil                                        | Venezuela                                     | Venezuela                                     | Venezuela                                     | non mis en place                              |
| 5e      | 1988  | Encarnación                                   | Argentine (2)                                 |                                               | Brésil                                        | Uruguay                                       | Uruguay                                       | Uruguay                                       | non mis en place                              |
| 6e      | 1989  | Brasilia                                      | Argentine (3)                                 |                                               | Brésil                                        | Uruguay                                       | Uruguay                                       | Uruguay                                       | non mis en place                              |
| 7e      | 1991  | Pedro Juan Caballero                          | Brésil (3)                                    |                                               | Argentine                                     | Uruguay                                       | Uruguay                                       | Uruguay                                       | non mis en place                              |
| 8e      | 1993  | Itanhaém                                      | Argentine (4)                                 |                                               | Brésil                                        | Venezuela                                     | Venezuela                                     | Venezuela                                     | non mis en place                              |
| 9e      | 1995  | Arequipa                                      | Argentine (5)                                 | 93–88                                         | Brésil                                        | Venezuela                                     | 86–64                                         | Pérou                                         | non mis en place                              |
| 10e     | 1996  | Córdoba                                       | Brésil (4)                                    | 105–103                                       | Argentine                                     | Uruguay                                       | 108–90                                        | Paraguay                                      | non mis en place                              |
| 11e     | 1997  | Santa Fe                                      | Brésil (5)                                    | 96–72                                         | Paraguay                                      | Argentine                                     | 99–89                                         | Venezuela                                     | non mis en place                              |
| 12e     | 1998  | Guanare                                       | Venezuela (2)                                 |                                               | Argentine                                     | Paraguay                                      | Paraguay                                      | Paraguay                                      | non mis en place                              |
| 13e     | 1999  | Ancud                                         | Argentine (6)                                 |                                               | Brésil                                        | Paraguay                                      | Paraguay                                      | Paraguay                                      | non mis en place                              |
| 14e     | 2000  | Bogota                                        | Argentine (7)                                 |                                               | Uruguay                                       | Paraguay                                      | Paraguay                                      | Paraguay                                      | non mis en place                              |
| 15e     | 2002  | Cuenca                                        | Brésil (6)                                    |                                               | Argentine                                     | Venezuela                                     |                                               | Colombie                                      | non mis en place                              |
| 16e     | 2003  | Cúcuta                                        | Venezuela (3)                                 |                                               | Brésil                                        | Colombie                                      |                                               | Argentine                                     | non mis en place                              |
| 17e     | 2004  | Catamarca                                     | Argentine (8)                                 | 65–64                                         | Uruguay                                       | Brésil                                        | 87–73                                         | Colombie                                      | non mis en place                              |
| 18e     | 2005  | Piriápolis                                    | Argentine (9)                                 | 86–61                                         | Uruguay                                       | Brésil                                        | 88–83                                         | Venezuela                                     | non mis en place                              |
| 19e     | 2006  | Montevideo                                    | Brésil (7)                                    | 88–85                                         | Argentine                                     | Uruguay                                       | 58–49                                         | Venezuela                                     | non mis en place                              |
| 20e     | 2007  | Posadas                                       | Argentine (10)                                | 73–59                                         | Venezuela                                     | Brésil                                        | 97–92                                         | Uruguay                                       | non mis en place                              |
| 21e     | 2008  | Guanare                                       | Argentine (11)                                | 73–58                                         | Venezuela                                     | Brésil                                        | 65–62                                         | Uruguay                                       | non mis en place                              |
| 22e     | 2009  | San Andrés                                    | Argentine (12)                                | 67–49                                         | Brésil                                        | Uruguay                                       | 66–44                                         | Paraguay                                      |                                               |
| 23e     | 2010  | Pasto                                         | Argentine (13)                                | 71–65                                         | Brésil                                        | Chili                                         | 66–57                                         | Venezuela                                     |                                               |
| 24e     | 2011  | Asuncion                                      | Argentine (14)                                | 77–70                                         | Brésil                                        | Uruguay                                       | 69–67                                         | Venezuela                                     |                                               |
| 25e     | 2012  | Maldonado                                     | Argentine (15)                                | 63–44                                         | Uruguay                                       | Chili                                         | 64–61                                         | Brésil                                        |                                               |
| 26e     | 2014  | Barquisimeto                                  | Brésil (8)                                    | 66–55                                         | Argentine                                     | Venezuela                                     | 68–44                                         | Chili                                         |                                               |
| 27e     | 2016  | Asuncion                                      | Argentine (16)                                | 69–60                                         | Paraguay                                      | Venezuela                                     | 69–62                                         | Uruguay                                       |                                               |
| 28e     | 2018  | Montevideo                                    | Brésil (9)                                    | 65–57                                         | Uruguay                                       | Argentine                                     | 64–58                                         | Venezuela                                     | Felipe Motta                                  |
| 29e     | 2020  | Non joué en raison de la pandémie de Covid-19 | Non joué en raison de la pandémie de Covid-19 | Non joué en raison de la pandémie de Covid-19 | Non joué en raison de la pandémie de Covid-19 | Non joué en raison de la pandémie de Covid-19 | Non joué en raison de la pandémie de Covid-19 | Non joué en raison de la pandémie de Covid-19 | Non joué en raison de la pandémie de Covid-19 |
| 29e     | 2022  | Buenos Aires                                  | Brésil (10)                                   | 72–67                                         | Argentine                                     | Uruguay                                       | 67–42                                         | Paraguay                                      | Matheus Monteiro                              |
| 30e     | 2024  | Pasaje                                        | Venezuela (4)                                 | 64–58                                         | Brésil                                        | Argentine                                     | 71–54                                         | Équateur                                      | Julio Vásquez                                 |

## Médailles par pays
Tableau actualisé après le championnat 2024.
| Rang | Nation    | Or | Argent | Bronze | Total |
| ---- | --------- | -- | ------ | ------ | ----- |
| 1    | Argentine | 16 | 8      | 4      | 28    |
| 2    | Brésil    | 10 | 12     | 4      | 26    |
| 3    | Venezuela | 4  | 3      | 6      | 13    |
| 4    | Uruguay   | 0  | 5      | 9      | 14    |
| 5    | Paraguay  | 0  | 2      | 3      | 5     |
| 6    | Chili     | 0  | 0      | 3      | 3     |
| 7    | Colombie  | 0  | 0      | 1      | 1     |

## Détail par pays
| Équipe    | 1984 | 1985 | 1986 | 1987 | 1988 | 1989 | 1991 | 1993 | 1995 | 1996 | 1997 | 1998 | 1999 | 2000 | 2002 | 2003 | 2004 | 2005 | 2006 | 2007 | 2008 | 2009 | 2010 | 2011 | 2012 | 2014 | 2016 | 2018 | 2022 | 2024 | Total |
| --------- | ---- | ---- | ---- | ---- | ---- | ---- | ---- | ---- | ---- | ---- | ---- | ---- | ---- | ---- | ---- | ---- | ---- | ---- | ---- | ---- | ---- | ---- | ---- | ---- | ---- | ---- | ---- | ---- | ---- | ---- | ----- |
| Argentine | 2e   | 3e   |      | 1er  | 1er  | 1er  | 2e   | 1er  | 1er  | 2e   | 3e   | 2e   | 1er  | 1er  | 2e   | 4e   | 1er  | 1er  | 2e   | 1er  | 1er  | 1er  | 1er  | 1er  | 1er  | 2e   | 1er  | 3e   | 2e   | 3e   | 29    |
| Bolivie   |      |      |      |      |      |      |      |      |      |      | 10e  |      |      |      | 9e   |      | 8e   | 8e   |      | 10e  |      |      |      | 8e   |      |      |      |      | 8e   | 9e   | 8     |
| Brésil    | 1er  | 1er  | 2e   | 2e   | 2e   | 2e   | 1er  | 2e   | 2e   | 1er  | 1er  |      | 2e   |      | 1er  | 2e   | 3e   | 3e   | 1er  | 3e   | 3e   | 2e   | 2e   | 2e   | 4e   | 1er  |      | 1er  | 1er  | 2e   | 27    |
| Chili     |      |      | 3e   |      |      |      |      |      | 6e   | 6e   | 6e   |      |      |      | 5e   | 7e   | 6e   | 5e   | 5e   | 5e   |      | 6e   | 3e   | 7e   | 3e   | 4e   | 6e   | 5e   | 7e   | 5e   | 19    |
| Colombie  |      |      |      |      |      |      |      |      |      |      | 5e   |      |      |      | 4e   | 3e   | 4e   |      |      | 7e   |      | 5e   | 6e   | 5e   | 6e   | 8e   | 5e   | 8e   | 5e   | 8e   | 13    |
| Équateur  |      |      |      |      |      |      |      |      |      | 7e   | 9e   |      |      |      | 8e   |      |      | 9e   |      | 9e   |      | 7e   | 7e   |      |      | 7e   | 7e   | 7e   | 6e   | 4e   | 12    |
| Paraguay  |      |      |      |      |      |      |      |      |      | 4e   | 2e   | 3e   | 3e   | 3e   | 7e   | 6e   | 7e   | 6e   | 6e   | 6e   |      | 4e   |      | 6e   | 7e   |      | 2e   | 6e   | 4e   | 7e   | 18    |
| Pérou     |      |      |      |      |      |      |      |      | 4e   | 5e   | 8e   |      |      |      | 10e  |      |      | 7e   |      | 8e   | 5e   |      | 8e   |      | 8e   | 6e   | 8e   |      |      |      | 11    |
| Uruguay   | 3e   |      |      |      | 3e   | 3e   | 3e   |      | 5e   | 3e   | 7e   |      |      | 2e   | 6e   | 5e   | 2e   | 2e   | 3e   | 4e   | 4e   | 3e   | 5e   | 3e   | 2e   | 5e   | 4e   | 2e   | 3e   | 6e   | 24    |
| Venezuela |      | 2e   | 1er  | 3e   |      |      |      | 3e   | 3e   |      | 4e   | 1er  |      |      | 3e   | 1er  | 5e   | 4e   | 4e   | 2e   | 2e   |      | 4e   | 4e   | 5e   | 3e   | 3e   | 4e   |      | 1er  | 21    |
| Total     | 3    | 3    | 3    | 3    | 3    | 3    | 3    | 3    | 6    | 7    | 10   | 3    | 3    | 3    | 10   | 7    | 8    | 9    | 6    | 10   | 5    | 7    | 8    | 8    | 8    | 8    | 8    | 8    | 8    | 9    |       |

Légende : en gras le pays organisateur.